# Terra gialla
Terra gialla (黃土地T, 黄土地S, Huáng tǔdìP) è un film del 1984 diretto da Chen Kaige.
Ambientato nel 1939, nelle remote province dello Shanxi, a nordovest della Cina, Terra gialla è il film d'esordio di Chen Kaige, e, insieme agli altri primi film dei registi della 'quinta generazione', un punto di svolta radicale della storia del cinema cinese. Fotografia di Zhang Yimou, il film abbandona i tradizionali moti epici del cinema maoista per collocarsi in un "neo tradizionalismo" che si diffuse in diversi ambienti artistici nella Cina dei primi anni '80, segno di un tentativo di scoprire tradizioni autentiche del Paese al di fuori dalla retorica di regime, anche in conseguenza a quella deportazione nelle campagne che aveva costretto molti giovani intellettuali ad abbandonare le città negli anni della rivoluzione culturale: un destino, peraltro, condiviso dallo stesso Chen Kaige.

## Trama
In una storia raccontata con uno stile tanto povero come è la vita della regione in cui si svolge, un giovane si trova nel 1939 a raccogliere e riordinare la musica popolare nel nord della provincia dello Shaanxi. Alloggia nella casupola di un contadino e dei suoi due figli, una ragazza e un bambino. Le riprese a campo lungo di Chen Kaige mostrano una terra che malgrado il duro lavoro rimane misera. La macchina da presa domina l'atmosfera, dando a quella terra gialla l'importanza che essa deve avere per quella gente che vi si aggrappa con tutte le forze. Lì l'esistenza è calma, isolata, movimentata occasionalmente soltanto dalle cerimonie del villaggio, come matrimoni e funerali, e dalle poche festività annuali: il tipo di vita è quello feudale.
La ragazza inizia una relazione con lo straniero, ma quando questi parte, promettendo di tornare, il padre la obbliga a sposare un uomo che ella non ama. Piuttosto che sottomettersi alla decisione altrui, la ragazza decide di discendere il Fiume Giallo con una piccola barca, probabilmente andando incontro alla morte. Il giovane torna troppo tardi, trova la terra riarsa, gli uomini del villaggio che pregano invocando la pioggia; e, a dispetto di questo triste ed impotente rituale, il giovane tenta disperatamente di rintracciare la sua amica.